# Pokémon: Mewtwo contraatacă
Pokémon: Mewtwo contraatacă (titlu original în engleză: Pokémon: The First Movie: Mewtwo Strikes Back) este un film anime japonez din 1998 regizat de Kunihiko Yuyama, principalul regizor al seriei TV. Este primul lung metraj al francizei Pokémon.
Filmul a fost lansat în Japonia pe 18 iulie 1998. Versiunea Completă a fost difuzată la TV în Japonia pe 8 iulie 1999. Pe lângă adăugarea unui prolog, această versiune include animație nouă și grafică CGI. Adaptarea în limba engleză, produsă de Nintendo și 4Kids Entertainment și distribuită de Warner Bros., a fost lansată în America de Nord pe 10 noiembrie 1999. Acțiunea primului film se petrece în timpul primului sezon al seriei TV.
Filmul este alcătuit din trei segmente: Vacanța lui Pikachu, un scurt metraj de 21 de minute cu mascota francizei, Pikachu; Originea lui Mewtwo, un prolog de 10 minute adăugat în Versiunea Completă a filmului; și Mewtwo contraatacă, principalul film cu o durată de 75 de minute. În afara Japoniei, prologul poate fi văzut doar ca element bonus pe DVD-ul filmului Pokémon: Mewtwo Returns.
În Japonia, Mewtwo contraatacă a primit recenzii pozitive, fiind apreciat pentru impactul emoțional al filmului și pentru abordarea unor subiecte mature și etice precum clonarea și ingineria genetică. Totuși, versiunea în limba engleză a primit în general recenzii negative, în special pentru voci și pentru mesajul anti-violență într-un film despre Pokémon. Recenziile ulterioare au criticat și eliminarea segmentului Originea lui Mewtwo din versiunea în limba engleză. În ciuda recenziilor negative, filmul a înregistrat un succes comercial, având încasări de peste 172 milioane de dolari la nivel mondial. De asemenea, s-a vândut în peste 10 milioane de exemplare în versiunea pentru home video.
Pe 12 iulie 2019 a fost lansat în Japonia un remake CGI al filmului. Versiunea în limba engleză a remake-ului a fost lansată pe 27 februarie 2020 prin Netflix.

## Subiect

### Vacanța lui Pikachu
Pokémonii lui Ash Ketchum, Misty și Brock sunt lăsați să petreacă o zi la un parc tematic construit pentru Pokémoni. Pikachu, Togepi, Bulbasaur și Squirtle se întâlnesc cu un grup de agresori alcătuit din Raichu, Cubone, Marill și un Snubbull. Cele două grupuri se întrec în diferite provocări, dar în urma acestori provocări Charizard-ul lui Ash rămâne cu capul înțepenit într-o țeavă. Pikachu, prietenii săi și agresorii lucrează împreună pentru a-l elibera pe Charizard și pentru a reconstrui parcul, petrecând restul zilei jucându-se înainte de întoarcerea antrenorilor lor.

### Mewtwo contraatacă
Dr. Fuji este angajat de Giovanni, liderul Echipei Racheta, să își folosească cunoștințele de clonare pentru a crea cel mai puternic Pokémon pornind de la materialul genetic al Pokémonului legendar Mew. Se dezvăluie că Fuji acceptă misiunea lui Giovanni pentru a-și finanța propriul său proiect: clonarea fiicei sale decedate, Amber. Într-un laborator, noul Pokémon devine conștient și este numit Mewtwo. Mewtwo se împrietenește cu conștiința trează a lui Amber, numită Ambertwo, dar și cu ceilalți Pokémoni clonați în laborator. Totuși, Mewtwo este profund traumatizat după ce Ambertwo și celelalte clone se descompun și mor. Pentru a-l stabiliza, Fuji îl tranchilizează pe Mewtwo, forțându-l să uite experiențele trăite.
După ce Mewtwo se maturizează și se trezește dintr-un somn profund într-un laborator de pe New Island, află de la Dr. Fuji despre originea sa ca și clonă a lui Mew. Furios din cauza faptului că Fuji și ceilalți oameni de știință îl văd doar ca pe un experiment, își folosește puterile psihice și telekinetice pentru a distruge laboratorul, omorându-i pe Fuji și pe ceilalți oameni de știință. Giovanni, observând carnagiul de la distanță, îl abordează și îl convinge pe Mewtwo să lucreze cu el pentru a-și perfecționa puterile. Totuși, după ce Mewtwo află că scopul său este doar de a fi o armă pentru Giovanni, reușește să fugă înapoi pe New Island și își propune să se răzbune pe toți oamenii și pe toți Pokémonii.
După ce Mewtwo reconstruiește laboratorul și se stabilește acolo, invită câțiva antrenori printr-o hologramă pentru a se lupta cu cel mai bun antrenor de Pokémoni din lume pe New Island. Ash, Misty și Brock primesc invitația și o acceptă. Touși, când ajung la orașul port Old Shore Wharf, Mewtwo creează o furtună, ducând la închiderea portului din motive de siguranță. Drept rezultat, o parte din antrenori își folosesc Pokémonii pentru a ajunge pe insulă, în vreme ce grupul lui Ash sunt preluați cu o barcă de trioul Echipa Racheta, deghizați în vikingi. După ce furtuna le scufundă barca, Ash și prietenii săi își folosesc Pokémonii pentru a ajunge pe insulă.
După ce sunt escorați în palatul de pe insulă de femeia care a apărut în hologramă, Ash și alți antrenori fac cunoștință cu Mewtwo. Femeia este dezvăluită ca fiind Sora Joy, răpită și ținută sub control mental de către Mewtwo. Mewtwo îi provoacă pe antrenori la o luptă folosind Pokémoni clonați după modelul celor pe care Mewtwo i-a pierdut în timpul copilăriei sale. Între timp, trioul Echipa Racheta ajung la New Island și explorează facilitățile, urmați pe ascuns de Mew. După ce clonele lui Mewtwo înving fără efort Pokémonii antrenorilor, Mewtwo îi confiscă pentru a-și extinde armata de clone. Ash îl urmărește pe Pikachu, capturat, până în laboratorul de clonare, unde a fost clonat și Pokémon-ul Meowth din trioul Echipa Racheta. Ash distrugă mașina de clonare, eliberează Pokémonii captivi și îi conduce pentru a-i înfrunta pe Mewtwo și clonele sale. Mew se dezvăluie la puțin timp după aceea iar Mewtwo îl provoacă pentru a-și demonstra superioritatea.
Toți Pokémonii originali se luptă cu clonele lor, cu excepția lui Pikachu și a lui Meowth, care cade la pace cu propria sa clonă după ce realizează inutilitatea luptei. Îngrozit de durerea și chinul simțite de Pokémoni, Ash se aruncă în mijlocul luptei dintre Mew și Mewtwo, dar este lovit de atacul lor psihic lor și pietrificat. Pikachu încearcă să îl resusciteze pe Ash cu electricitatea sa, dar eșuează. Totuși, lacrimile celorlalți Pokémoni reușesc să îl resusciteze pe Ash. Mișcat de acest sacrificiu, Mewtwo realizează că nu originea, și alegerile din viață îți determină caracterul. Plecând cu Mew și cu clonele, Mewtwo își folosește puterile pentru a șterge amintirea tuturor participanților despre evenimentele de pe New Island și sunt trimiși înapoi pe Old Shore Wharf.
Înapoi la Old Shore Wharf, furtuna se potolește iar Ash îl vede pe Mew zburând printre nori și le spune prietenilor săi despre cum a văzut un alt Pokémon legendar în ziua în care a plecat din orașul Pallet. Între timp, Echipa Racheta a rămas pe New Island, dar le convine să rămână acolo. După genericul final, o scenă scurtă îl arată pe Mew zburând spre munți.

## Distribuție
| Personaj (numele în limba engleză) | Japoneză                                    | Engleză            |
| ---------------------------------- | ------------------------------------------- | ------------------ |
| Satoshi (Ash Ketchum)              | Rika Matsumoto                              | Veronica Taylor    |
| Pikachu                            | Ikue Ōtani                                  | Ikue Ōtani         |
| Kasumi (Misty)                     | Mayumi Iizuka                               | Rachael Lillis     |
| Takeshi (Brock)                    | Yūji Ueda                                   | Eric Stuart        |
| Narator                            | Unshō Ishizuka                              | Rodger Parsons     |
| Togepi                             | Satomi Kōrogi                               | Satomi Kōrogi      |
| (Musashi) Jessie                   | Megumi Hayashibara                          | Rachael Lillis     |
| (Kojirō) James                     | Shinichiro Miki                             | Eric Stuart        |
| (Nyāsu) Meowth                     | Inuko Inuyama                               | Maddie Blaustein   |
| Fushigidane (Bulbasaur)            | Megumi Hayashibara                          | Tara Sands         |
| Lizardon (Charizard)               | Shinichiro Miki                             | Shinichiro Miki    |
| Zenigame (Squirtle)                | Rikako Aikawa                               | Eric Stuart        |
| Umio (Fergus)                      | Wataru Takagi                               | Jimmy Zoppi        |
| Sorao (Corey)                      | Tōru Furuya                                 | Ed Paul            |
| Sweet (Neesha)                     | Aiko Satō                                   | Lisa Ortiz         |
| Voyager (Miranda)                  | Sachiko Kobayashi                           | Lisa Ortiz         |
| Raymond                            | Raymond Johnson                             | Maddie Blaustein   |
| Mewtwo                             | Masachika IchimuraShowtaro Morikubo (tânăr) | Philip Bartlett    |
| Mew                                | Kōichi Yamadera                             | Kōichi Yamadera    |
| Sakaki (Giovanni)                  | Hirotaka Suzuoki                            | Ed Paul            |
| Junsar (Ofițerul Jenny)            | Chinami Nishimura                           | Lee Quick          |
| Joy (Sora Joy)                     | Ayako Shiraishi                             | Megan Hollingshead |
| Dr. Fuji                           | Yōsuke Akimoto                              | Philip Bartlett    |

## Producție
Kunihiko Yuyama a regizat versiunea originală în limba japoneză a filmului, în vreme ce Choji Yoshikawa a servit ca producător și Takeshi Shudo ca scenarist. Conform lui Shudo, câteva episoade ale seriei TV trebuiau inițial să fie legate de film înainte de lansarea sa în Japonia și să ofere un cadru pentru evenimentele din film. Totuși, din cauza controversatului episod "Dennō Senshi Porygon", această legătură a fost abandonată iar Shudo a fost nevoit să extindă începutul filmului.
Norman J. Grossfeld, fost președinte al 4Kids Entertainment, a servit ca producător pentru versiunea în limba engleză a filmului. Grossfeld, Michael Haigney și John Touhey au scris adaptarea în limba engleză iar Haigney a servit ca regizor vocal pentru dialogul în engleză. Scenariul în engleză a fost puternic modificat față de cel japonez. Printre alte modificări, Mewtwo a fost prezentat într-o lumină mult mai negativă deoarece Grossfeld credea că spectatorii americani vor să vadă un antagonist "pur malefic", și nu unul ambiguu din punct de vedere moral. Ca atare, temele existențiale din versiunea japoneză au fost cu mult reduse.
Editorii pentru limba engleză au tradus câteva texte japoneze, inclusiv cele de pe semne și de pe clădiri, în limba engleză. Studioul Shogakukan-Shueisha Productions a modificat câteva fundaluri din versiunea originală pentru a îmbunătăți versiunea internațională. În dublajul în engleză, trei Pokémoni sunt identificați în mod greșit. Pidgeot este numit Pidgeotto, Scyther este numit Alakazam iar Sandslash este numit Sandshrew. 4Kids au spus că au decis să lase greșelile Alakazam și Sandshrew deoarece voiau să fie ceva ce copii vor putea observa și deoarece credeau că este plauzibil ca Echipa Racheta să facă o asemenea greșeală.
Grossfeld a decis și ca versiunea dublată să aibă o muzică diferită, deoarece "va reflecta mai bine răspunsul copiilor americani". John Loeffler a produs muzica în limba engleză și a compus o nouă coloană sonoră pentru film. Loeffler a colaborat și cu John Lissauer și Manny Corallo pentru a compune coloana sonoră a scurt-metrajului Vacanța lui Pikachu. Grossfeld a dezvăluit că versiunea în engleză a filmului "combină sensul vizual al celei mai bune animații japoneze cu cultura pop Occidentală".

## Teme
Shudo a explicat pe blogul său faptul că incertitudinea lui Mewtwo privind rolul său în viață reflectă existențialismul filmului. În scenariul japonez, momentul în care Mewtwo realizează că are dreptul de a fi în lume la fel ca și oricare altă vietate reprezintă mesajul central al filmului de acceptare a propriei existențe. Aceste teme au fost reduse în versiunea engleză deoarece Grossfeld credea că spectatorii americani vor să vadă un antagonist "pur malefic", și nu unul ambiguu din punct de vedere moral.

## Promovare
Toshihiro Ono, autorul Pokémon: The Electric Tale of Pikachu, a created o versiune manga a filmului. Când producătorii i-au cerut să deseneze nașterea lui Mewtwo, a primit materialul sursă pentru manga în aprilie 1998 și l-a finalizat în luna mai. În luna iulie a aceluiași an s-a realizat o producție radio în cinci episoade intitulată Nașterea lui Mewtwo care a fost transmisă pe parcursul a cinci duminici înainte de premiera filmului în Japonia. Scrisă de Takeshi Shudo, producția urmărește originea lui Mewtwo înainte de începutul filmului. De asemenea, urmărește povestea Echipei Racheta sub conducerea Madame Boss, mama lui Giovanni, și ultima apariție a lui Miyamoto (ミヤモト), mama lui Jessie. Datorită temelor mature, producția nu a fost niciodată tradusă în engleză. Producția a servit ca bază pentru prologul Originea lui Mewtwo care a apărut mai târziu în Versiunea Completă a filmului. Deoarece producția a apărut la câteva luni după manga, evenimentele prezentate nu se potrivesc cu cele din manga. Chiar și Ono a declarat că "nu prea există legătură între manga și film".
În Statele Unite, primul trailer al filmului a fost lansat în august 1999 și a rulat înaintea filmelor Uriașul de fier și Mystery Men. Al doilea trailer a fost lansat în toamna aceluiași an și a rulat înaintea filmului Burlacul. În plus, câteva cinematografe au oferit cărți exclusive pentru jocul de cărți, pentru a profita de succesul jocului de cărți. Aceste cărți includeau Pokémonii Electabuzz, Pikachu, Mewtwo și Dragonite și erau distribuite aleatoriu în săptămânile în care filmul rula în cinematograful respectiv. Pentru lansarea pe video în martie 2000 a filmului s-au produs reclame publicitare în școli, la TV și pe internet prin firme precum Clorox, Kraft and Zenith Electronics, un concurs pentru a câștiga o excursie în Japonia și o carte de joc ediție limitată cu Mewtwo (diferită de cea oferită în cinematografe) inclusă în pachetul video.

## Controversa Burger King
Burger King a lansat o campanie în pragul lansării filmului care includea o jucărie oferită la cumpărarea unui meniu pentru copii. Pe 11 decembrie 1999, Kira Murphy din Carolina de Nord, în vârstă de 13 luni, a murit sufocată când o jumătate de jucărie a rămas blocată între gura și nasul ei. 12 zile mai târziu, un copil din Kansas a supraviețuit unui incident similar.
Pe 28 decembrie 1999 Burger King a retras jucăriile și a cerut ca toate cele deja oferite să fie returnate. Clienții care returnau jucăriile primeau la schimb o porție mică de cartofi prăjiți.
La aproape o lună de la returnare, un alt copil s-a sufocat din cauza jucăriei. Familiile copiilor decedați au soluționat cazurile în instanță cu termeni secreți.

## Lansare

### Încasări
În Japonia a fost al doilea cel mai de succes film al anului 1998, având încasări totale de 7,6 miliarde ¥. and grossing a total of ¥7,6 billion.
În Statele Unite, Pokémon: Mewtwo contraatacă a înregistrat un succes comercial imediat, debutând pe prima poziție și având încasări de 10,1 milioane dolari în prima zi de lansare. Această zi (10 noiembrie 1999) mai este cunoscută și sub numele de "Pokéflu" ("Pokégripă"), deoarece mulți copii au lipsit de la școală pentru a vedea filmul. Aceasta a fost cea mai de succes deschidere a unui film de animație din istoria studioului Warner Bros. A avut încasări de 31 milioane de dolari în primul weekend și a deținut recordul de a fi filmul cu cel mai de succes weekend inaugural pentru luna noiembrie, record învins două săptămâni mai târziu de Povestea jucăriilor 2. A avut încasări totale de 172 milioane de dolari în toată lumea, fiind cel mai de succes film anime în Statele Unite și al patrulea cel mai de succes film bazat pe o serie TV din lume. A fost de asemenea cel mai de succes film bazat pe un joc video până la lansarea filmului Lara Croft: Tomb Raider în 2001. Scenaristul Takeshi Shudo a declarat că filmul a înregistrat un succes comercial mai mare în Statele Unite decât în Japonia.
În Marea Britanie a avut încasări totale de 10,8 milioane lire sterline iar în Franța și Germania continuă să fie cel mai de succes film japonez din toate timpurile, unde a vândut 2.224.432, respectiv 3.222.452 de bilete.
Filmul a avut parte de o relansare cinematografică limitată în Statele Unite exclusiv prin lanțul Cinemark Theatres pe 29 octombrie și 1 noiembrie 2016. Relansarea a inclus scurt-metrajul Vacanța lui Pikachu (eliminată de pe majoritatea lansărilor pe video a filmului) și a fost menită să comemoreze a 20-a aniversare a francizei Pokémon.

### Receptare critică
Versiunea originală japoneză a filmului a primit în general recenzii pozitive, fiind apreciat pentru impactul emoțional al filmului și pentru abordarea unor subiecte mature și etice precum clonarea și ingineria genetică. Totuși, temele filosofice au fost criticate ca fiind dificile de înțeles din cauza complexității, mai ales într-un film făcut în special pentru copii.
Deși versiunea dublată în engleză a primit recenzii decente din partea spectatorilor, a primit în general recenzii negative din partea criticilor. Pe site-ul Rotten Tomatoes are un scor de 15% bazat pe 89 de recenzii, cu un scor mediu de 3,57 din 10. Consimțământul site-ului afirmă: "Spectatorii care nu sunt copii nu prea vor avea cu ce să fie distrați". Pe Metacritic are un scor de 35 din 100, bazat pe 25 de recenzii, indicând "recenzii în general negative".
Anime News Network a numit filmul ca fiind "contradictoriu" în recenzia sa, scriind că "mesajul anti-violență care este aproape forțat lucrează împotriva ideii întregii francize" și au criticat segmentul Vacanța lui Pikachu ca fiind "incoerent, inutil și pufos". Patrick Butters de la The Washington Times a acuzat filmul pentru că a preluat idei din alte filme precum Războiul stelelor și că este "doar o altă rotiță din marea mașinărie Nintendo".  Michael Wood de la Coventry Evening Telegraph a scris că Vacanța lui Pikachu "poate fi descrisă doar ca o piesă paralizant de plictisitoare, fără o poveste perceptibilă cu o grămadă de imagini halucinante și voci ridicole". Wood a notat faptul că filmul propriu-zis are "o premiză ușor interesantă", dar a spus că restul filmului este "ca un film cu arte marțiale fără senzații tari".